# Avro 521
Bei der Avro 521 handelt es sich um ein zweisitziges Doppeldecker-Schulflugzeug des britischen Herstellers Avro.
1916 erhielt Avro von der britischen Luftwaffe zunächst einen Auftrag über 25 Maschinen dieses Typs, der zur Ausbildung von Jagdpiloten verwendet werden sollte. Jedoch wurde dieser Auftrag zurückgezogen, so dass es bei lediglich einem gebauten Exemplar blieb.

## Technische Daten
| Avro 521                     |                                         |
| Kenngröße                    | Daten                                   |
| Länge                        | 8,58 m (andere Quelle: 8,59 m)          |
| Flügelspannweite             | 9,14 m                                  |
| Flügelfläche                 | 24,71 m²                                |
| Leergewicht                  | 522 kg                                  |
| Max. Fluggewicht vollgetankt | 905 kg                                  |
| Antrieb                      | ein Clerget-9Z-Motor mit 81 kW (110 PS) |
| Höchstgeschwindigkeit        | 145 km/h                                |
| Steigrate                    | 14 min auf 6000 Fuß                     |
| Besatzung                    | 2                                       |
| Bewaffnung                   | ein Lewis-MG                            |